# 德爾文察湖
53°41′33″N 19°51′30″E / 53.69250°N 19.85833°E

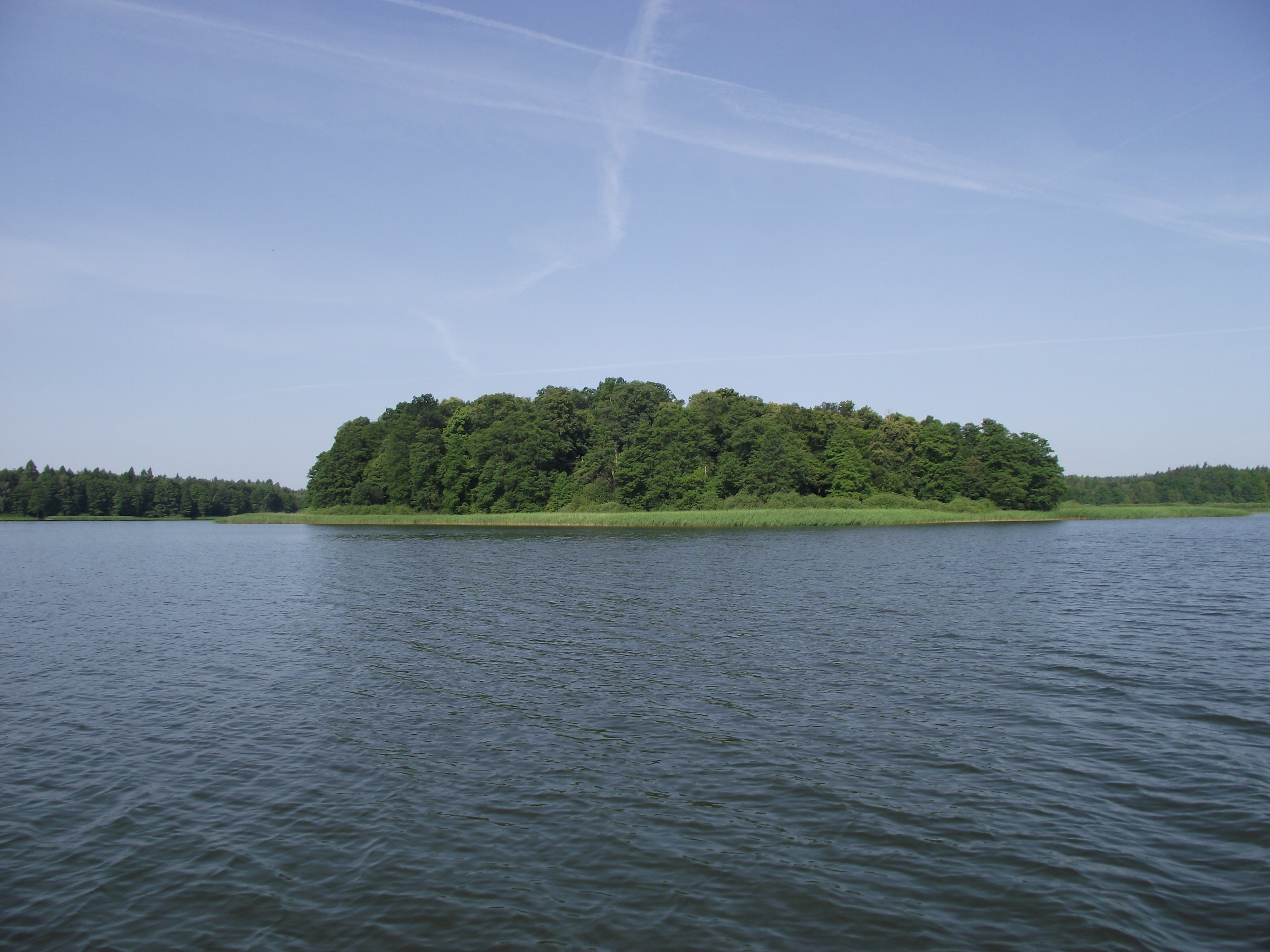

德爾文察湖是波蘭的湖泊，位於該國東北部瓦爾米亞-馬祖里省馬祖爾湖區，處於德爾文察河，寬1.1公里，面積8.8平方公里，最大水深22.3米。